# Gunnar Leche
Gunnar Leche, född 12 maj 1891 i Stockholm, död 7 mars 1954 i Uppsala, var en svensk arkitekt, som var stadsarkitekt i Uppsala 1920–1954. Han var son till Wilhelm Leche, bror till Mia Leche Löfgren och far till Hans-Gunnar Leche och Carin Louise Leche, morfar till Andreas Heymowski och Bianca Heymowska.
I anslutning till Uppsala centralstation finns en park namngiven efter Gunnar Leche, Gunnar Leches park.

## Liv och verk
Leche studerade vid Kungliga tekniska högskolan 1911–1915, med fortsatta studier vid Kungliga Konsthögskolan i Stockholm 1916–1919. Han var anställd vid Byggnadsstyrelsens stadsplanebyrå 1918–1919 och vid byggnadsnämnden i Stockholm 1919. Från 1923 tjänstgjorde han som arkitekt utom stat vid Byggnadsstyrelsen.

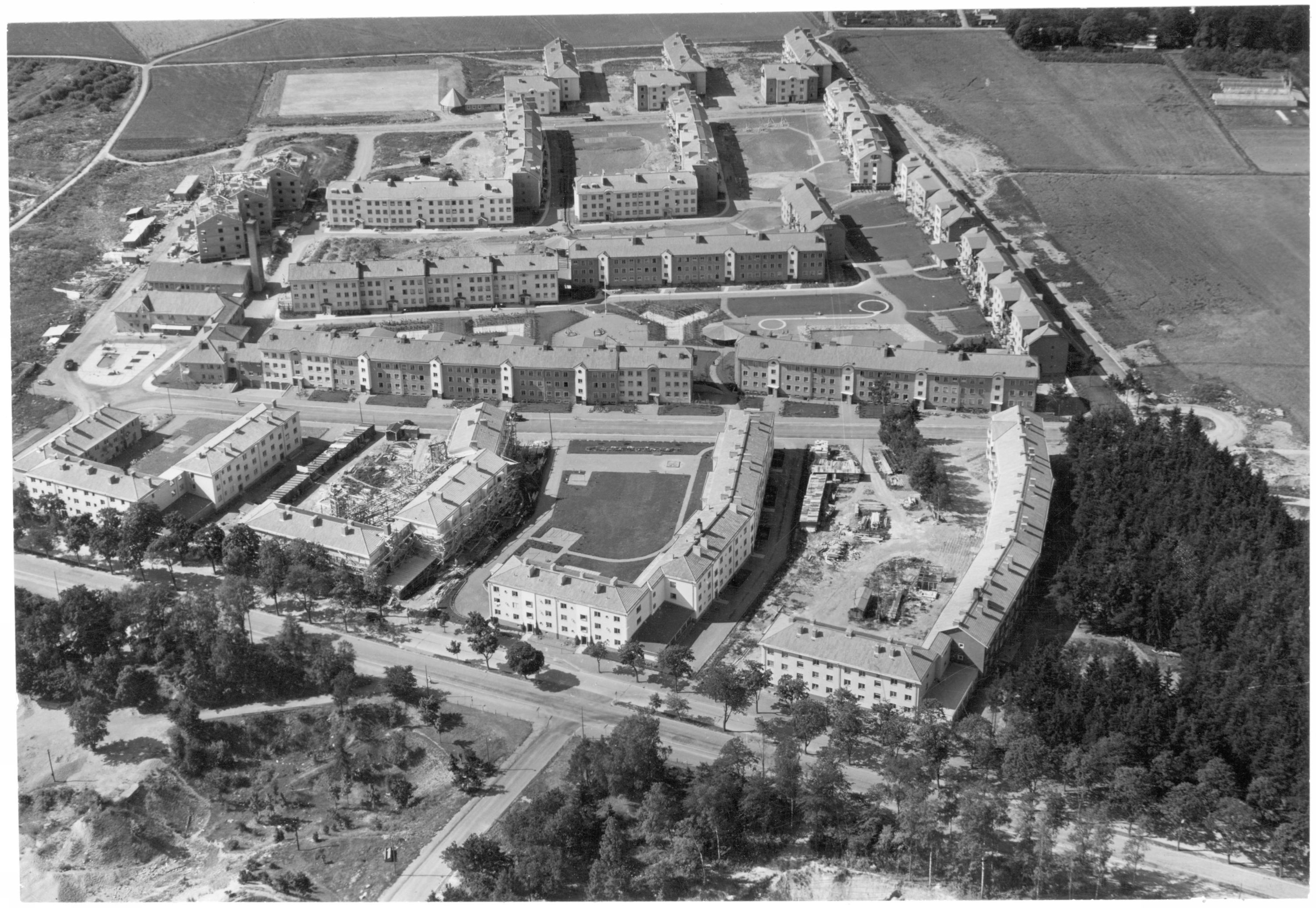
Flygfoto över Tuna backar i Uppsala, ritat av Gunnar Leche.

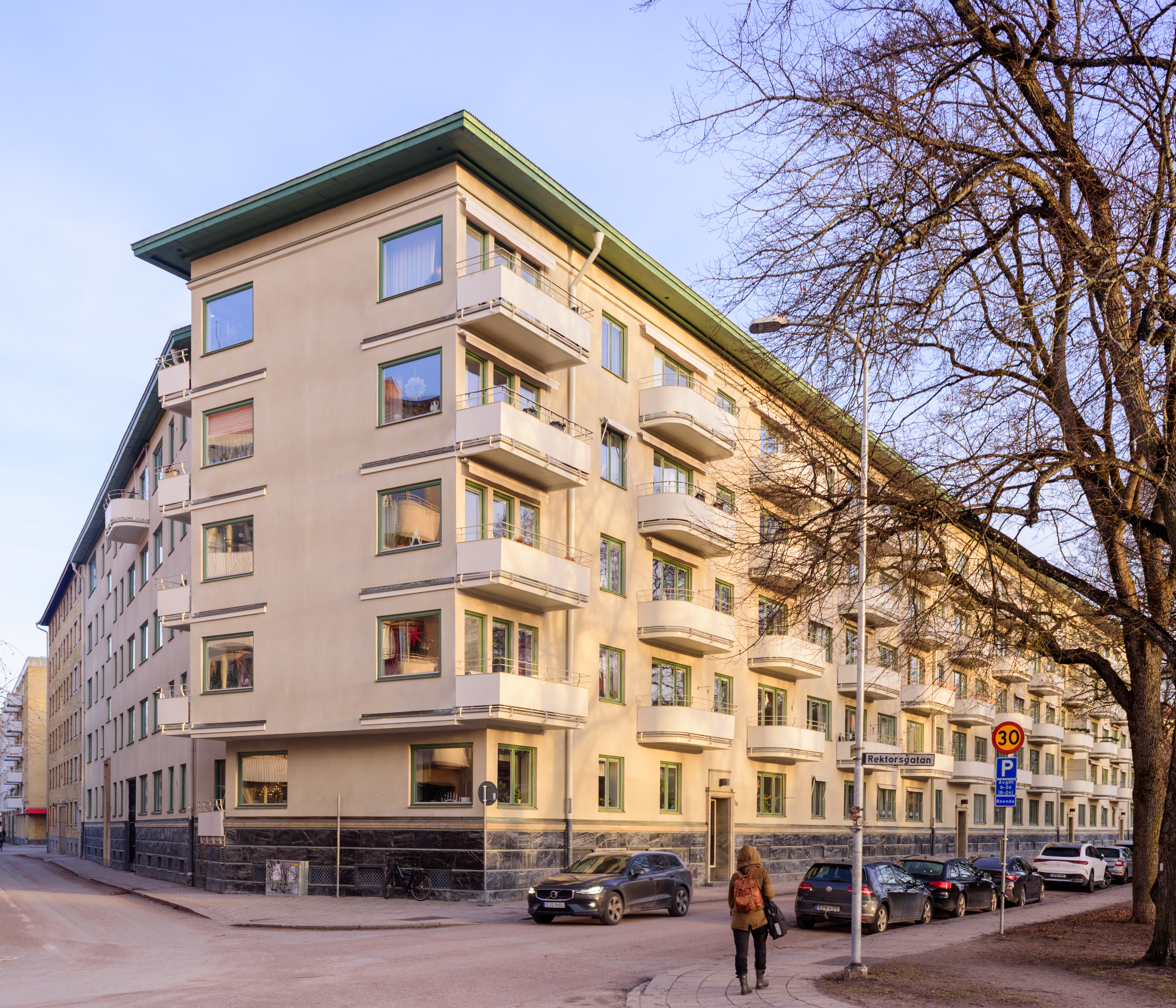
Börjegatan 1-3 i främre Luthagen byggt 1936 med Anders Diös som byggmästare.

28 år gammal fick han 1920 tjänsten som stadsarkitekt i Uppsala och kom att sätta sin prägel på stadsbilden mer än någon annan. Han ritade bland annat stadsdelarna  Lassebygärde (1946), Tunabackar (1947–1950) och Salabacke (1949–1953), men även många hus i Luthagen, Kungsängen, Fjärdingen, Höganäs och Fålhagen.

## Verk i urval
- Sverkerskolan, Sysslomansgatan 34, Uppsala, 1903 av T Stenberg, annex 1922 av G Leche.
- Elisabethemmet, Geijersgatan 20-22, Uppsala, 1910 av Carl-Robert Lindström, 1923 av G Leche.
- Biografbyggnad (nu Reginateatern), Trädgårdsgatan 6, Uppsala 1924.
- Saluhallen, S:t Eriks torg, Uppsala 1924, om- och tillbyggnad.
- Köttbesiktningsbyrån, Strandbodgatan 1, Uppsala 1924.
- Vaksalaskolan, Vaksala torg, Uppsala 1925.
- Fyrisbadet, Uppsala 1925.
- Föreningslokal för Blåbandsföreningen, Kungsgatan 31-33, Uppsala 1925-1926.
- Uppsala läroverk (Katedralskolan), Skolgatan 2, tillbyggnad 1929-1931.
- Tvåvåningsbyggnad med gudstjänstlokal för Filadelfiaförsamlingen, S:t Persgatan 9, Uppsala 1929.
- Rickomberga sinnesslöanstalt och Håga sjukhus 1923-1926.
- Tunåsens kronikerhem, Uppsala 1928-1929.
- Badhus och idrottsanläggningar i Köping, Nyköping, Hallstahammar och Uppsala 1925-1942.
- Varmbadhus och brandstation i Enköping 1929.
- Liljeholmsbadet, Stockholm 1929-1930.
- Badhus och tennishall i Köping 1934.
- Enköpingsutställningen 1935.
- Bostadshus, Kungsgatan 61, kvarteret Hamder, Uppsala 1924.
- Före detta bostadshus, Kungsängsgatan, kv Hugin, Uppsala 1924.
- Bostadshus, Frodegatan 3, Uppsala 1924.
- Bostadshus, Kungsgatan 10 - Skolgatan 51-53, Uppsala 1927.
- Bostadshus, S:t Johannesgatan, kv Rosenberg 1, Uppsala 1928.
- Bostadshus, Övre Slottsgatan 8 - Åsgränd 3, Uppsala 1929.
- Bostads- och affärshus, Övre Slottsgatan 10 - Åsgränd 10, Uppsala 1930-1931.
- Bostadshus, S:t Olofsgatan, Salagatan och Höganäsgatan (Kvarteret Ull, Bostadsrättsföreningen Ull)
- Bostadshus, Åsgränd 2 - Kyrkogårdsgatan 9, Uppsala 1935.
- Bostads- och affärshus, Bredgränd, kv Svava, Uppsala 1934.
- Bostadshus, Östra Ågatan 57 - Vretgränd 1, Uppsala 1935.
- Bostads- och affärshus, Kungsgatan 46, Uppsala 1936-1937.
- Bostadshus, Kyrkogårdsgatan 25-29, Uppsala 1930.
- Bostads- och affärshus, Kyrkogårdsgatan 19-23, Uppsala 1939.
- Bostads- och affärshus, Svartbäcksgatan 25 - Linnégatan 5, Uppsala 1939, 1941 och 1944.
- Ålderdomshem, Svartbäcken, Uppsala 1930-1934, utbyggnad och modernisering.
- Bensinstations- och bostadsbyggnad, garage, Bangårdsgatan 3, Uppsala.
- Busscentralen, kv Frigg (med järnvägsparken), Uppsala 1937.
- Biograflokal, kv S:t Per, Svartbäcksgatan, Uppsala 1935.
- Tullhus, på gatumark vid kv Sigurd mot Fyrisån, Uppsala 1934-1936.
- Annex till Tekniska skolan, kv Bredablick, Uppsala 1939.
- Stadsbibliotek och simhall, Östra Ågatan 19-21, Uppsala 1940.
- Kontorsbyggnad för Gas- och Elverken, Kungsängsgatan 27 - Bävernsgränd 29, Uppsala 1941.
- Kommunala mellanskolan, Uppsala 1945.
- Nannaskolan, kv Nanna, Uppsala 1945-1946.
- Kungsgärdet, bostadsområde med parhus, Uppsala 1925,
- Centrum av Olof Thunström.[förtydliga] Kungsgärdet, bostadsområde, kollektivkvarter, Uppsala 1946-1947.
- Tuna Backar, bostadsområde, gemensamhetsområde, Uppsala 1947-1950.
- Lassebygärde, bostadsområde, gemensamhetsområde, Birkagatan 8 - 24B, Uppsala 1946.
- Sala Backar, bostadsområde, drabantstad, Uppsala 1950-1953.
- Engelbrektsgårdarna, bostadsområde i Gävle 1945.
- Stadsteatern / Folkets Hus, Smedsgränd 15-17, Kungsgatan 53-55, Bredgränd 20, Uppsala 1948-1950.
- Stadsplaner för Uppsala med omnejd, delvis i samarbete med A Lilienberg.
- Barnstugor Uppsala, Gävle och Sollentuna.

## Bilder på verk i urval

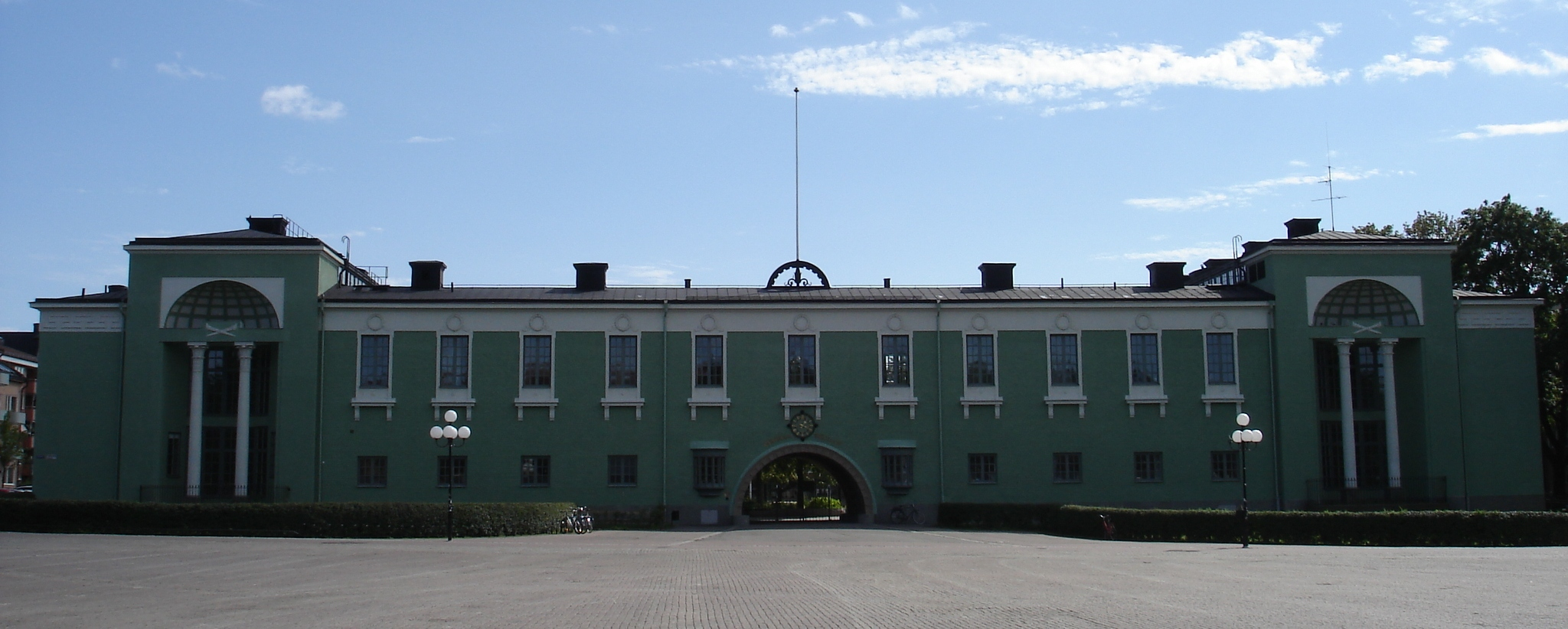
Vaksalaskolan
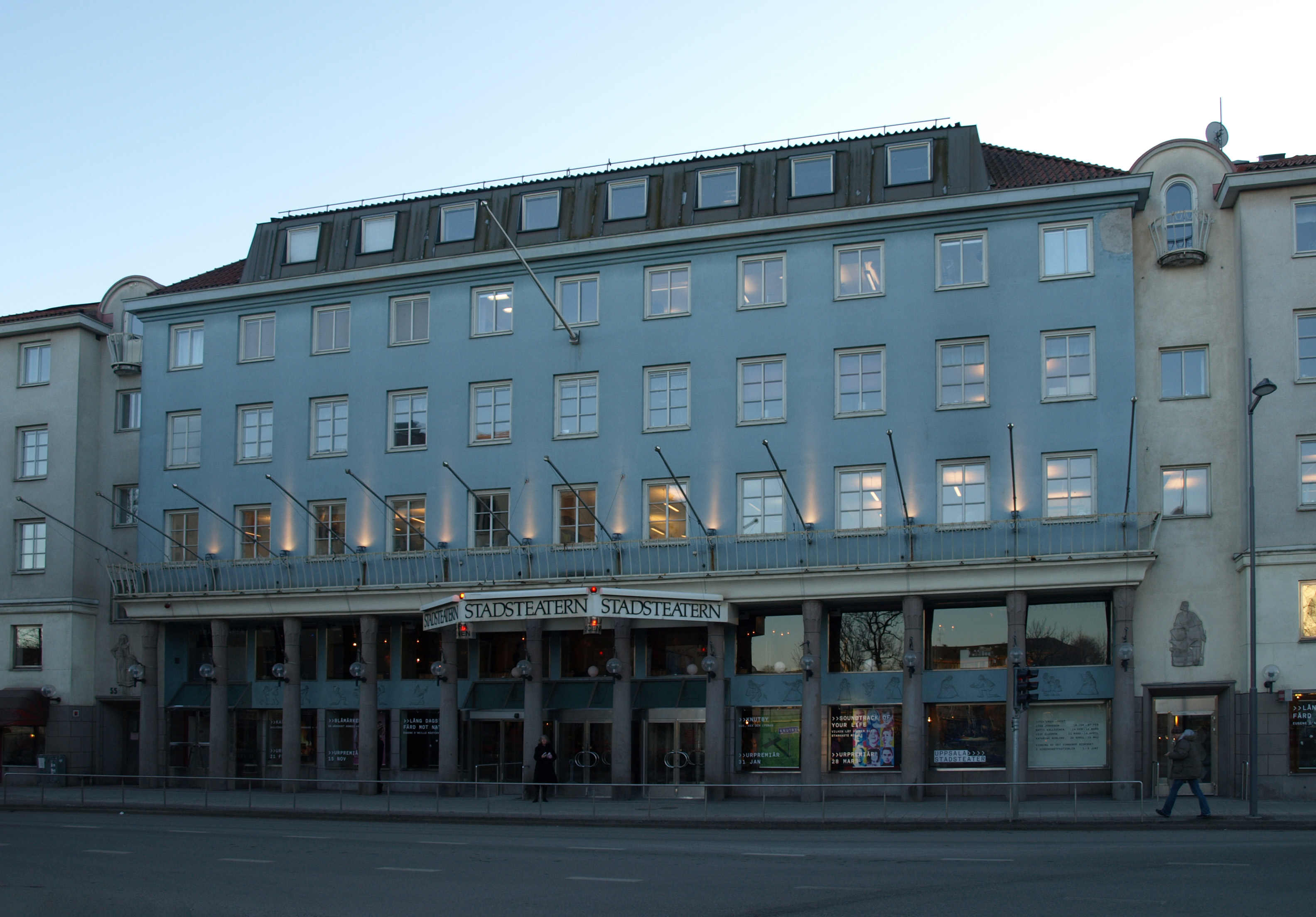
Uppsala stadsteater
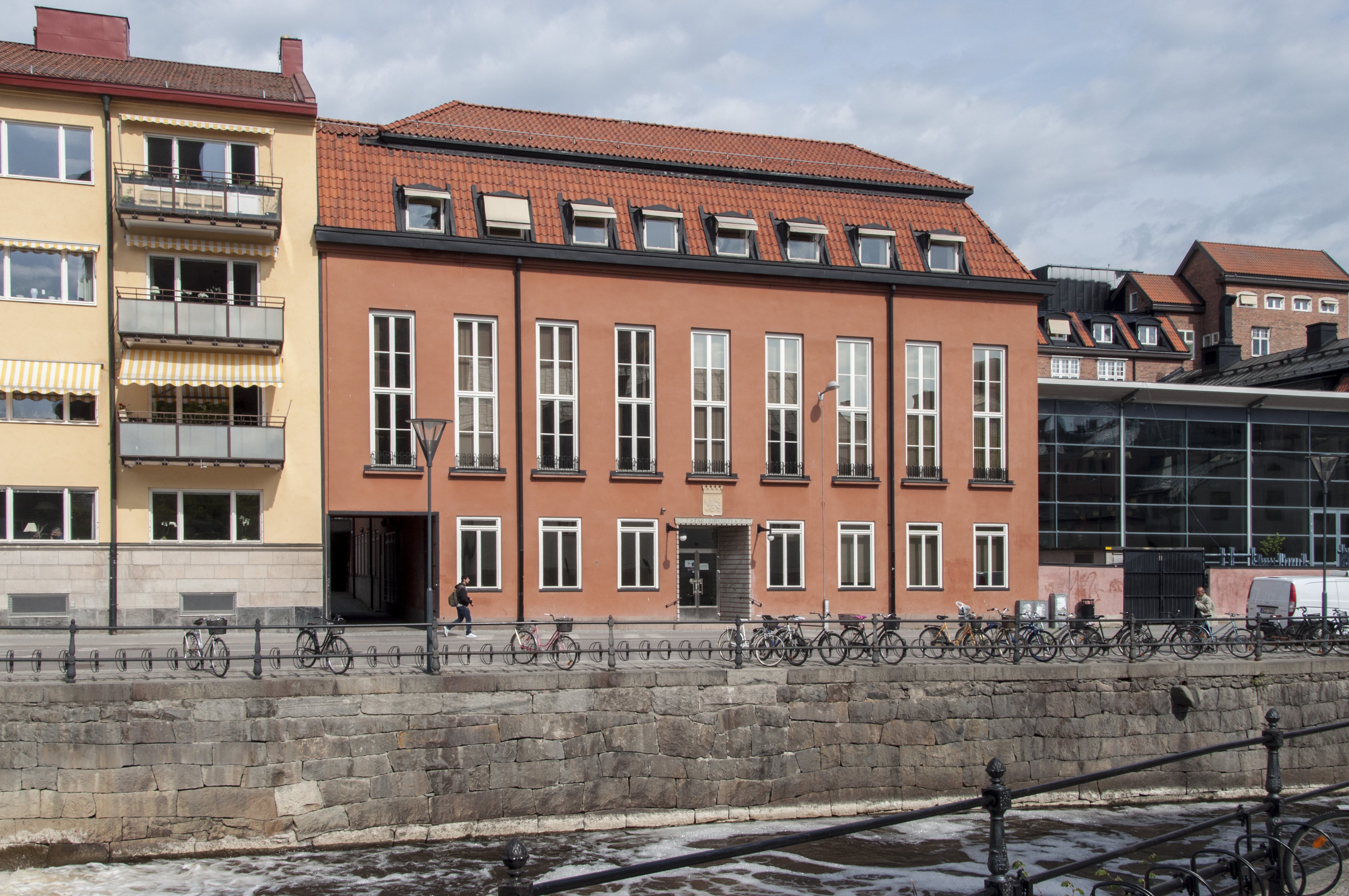
Gamla stadsbiblioteket, Uppsala
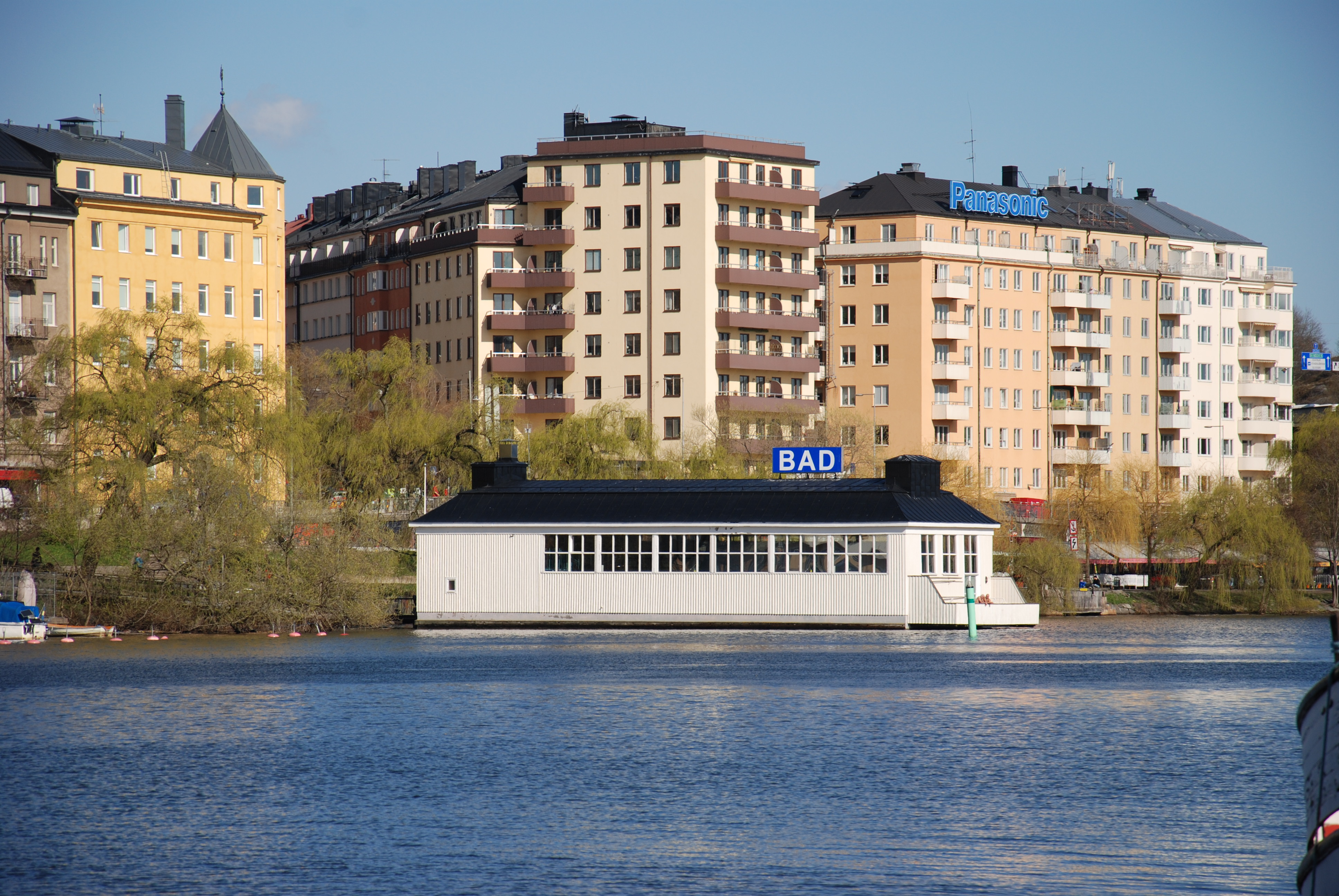
Liljeholmsbadet, Stockholm